# Константин Софийски
Свeти мъченик Константин Софийски. Чества се на 21 май. Един от 9-те софийски мъченици. Константин бил младеж 15-16-годишен, родом от Трънско или Пиротско слуга в София при търговци цинцари, набеден че откраднал парите им първо те, а после турците го подлагат на мъчения и накрая го карали да стане мюсюлманин за да му се прости и да се нареди сред тях. Константин бил твърд във вярата, това озлобило турците и те го посякли с ятаган и захвърлили леша му като мърша в полето кучета и орли да го ръфат, но българите н София научили за злодейството прибрали тялото и го погребали. Това станало към 1737 година. Минали години и разни хора то цялото Софийско, Трънско и Пиротско почнали да идват да почитат гроба му и той облекчавал страдащите болни и бездетни.
Ръкописът на житието му е открит в „Бельова църква“ - храма „Рождество Пресвети Богородици“ в Самоков в историята на храма записана от псалта Стоян Пешев. Образът на светецът младеж е нарисуван в църквата на Лозенски манастир „Свети Спас“ до София от Никола Образописов, рисувал там заедно с Хр. З. Зографски и Д. Христов в 1869 година. „Бельовата църква“ прилича на манастир на километър южно от Самоков в него са православния храм „Рождество на Пресвета Богородица“, аязмо, некропол, чешма и жилищна сграда (сега православен детски център). По предание е изграден от болярина Бельо в средата на ХIV век. Според археологическите проучвания храмът е построен късноантичен храм от IV век и престрояван неколкократно. Погребенията около него са от ХI век до първото десетилетие на ХХ век.